# 山下律夫
山下 律夫（やました りつお、1944年10月20日 - 2011年4月10日）は、愛媛県南宇和郡愛南町出身のプロ野球選手（投手、右投右打）、解説者。

## 来歴・人物
松山商では2年次の1961年に夏の甲子園へ出場し、2回戦で報徳学園に敗退。3年次の1962年には春の選抜に出場し、準々決勝で中塚政幸のいたPL学園に完封勝利して準決勝に進出するが、同年に春夏連覇した作新学院の八木沢荘六・加藤斌両投手と投げ合い、延長16回の熱戦の末に惜敗している。高校の1年上に千田啓介が、2年下には大学でもチームメイトとなる藤原満がいた。
高校卒業後は1963年に近畿大学へ進学し、関西六大学野球リーグでは、3年次の1965年秋季リーグから頭角を現す。4年次の1966年春季リーグで12試合登板、9勝2敗、防御率0.40を記録してリーグ初優勝に貢献。同年の大学全日本選手権は決勝で日大に敗れ準優勝にとどまる。秋季リーグは5勝5敗で防御率1.30と今一つの成績であったが、体格的にも恵まれ、腰のバネを利した下手からの速球と切れのいいカーブはプロ各球団に早くから目をつけられていた。在阪4球団の他に巨人も注目、中でも投手陣に悩む近鉄や阪急のドラフト1位指名候補となる。リーグ通算40試合登板、18勝11敗、204奪三振、防御率1.11という成績を残した。大学の2年下には前出の藤原のほか、有藤通世がいた。
同年の2次ドラフト1位で大洋ホエールズに入団。
1年目の1967年は4月27日の巨人戦（川崎）で7回表に稲川誠をリリーフし初登板、黒江透修から初奪三振を記録するも1回2失点で敗戦。6月13日の広島戦（広島市民）では初先発を果たし、5回0/3を2失点で降板。同年は19試合登板で0勝に終わるが、2年目の1968年には一軍に定着。6月1日の広島戦（広島市民）で初先発し、5回を無失点に抑えて初勝利を挙げる。同11日の巨人戦（川崎）では王貞治・長嶋茂雄にアベック本塁打を浴びるも2勝目を挙げ、同18日の広島戦（広島市民）では高橋重行の2番手で3勝目を挙げる。
3年目の1969年には初の2桁で自己最多の15勝をマーク。5月19日の巨人戦（後楽園）では中塚政幸が城之内邦雄から6号2ラン本塁打を放って援護し、初完封勝利を挙げた。同年は初めて規定投球回に到達し、自己最多の149奪三振でリーグ6位の防御率2.54も記録した。
1970年には中日・ヤクルトから4勝、巨人から3勝を挙げて2年連続2桁の13勝を記録。8月6日の巨人戦（川崎）では完封は逃したものの、被安打4、与四死球2、長嶋のソロ本塁打による1失点で完投勝利を挙げ、読売新聞上では「三回から無安打でいったので、完封を意識してしまった。九回、長嶋さんが一発を狙っていたのはわかったが、ストレートが高めにいってしまった。」と残念そうに語った。平松政次・小谷正勝と共に2年連続Aクラス入りに貢献したが、1971年は中日・巨人からそれぞれ1勝ずつと勝ち星を挙げられなかったほか、特に後半戦で勝ち星を挙げられず3年連続2桁勝利を逃した。この頃から右肘に軟骨ができるという職業病にとりつかれ球速が目立って落ちるが、1973年は3年ぶりの2桁となる13勝を挙げる。
1974年は9勝14敗と大きく負け越すが、6月6日の巨人戦（後楽園）で7回裏に平松の2番手で初セーブを記録。3回を無失点に抑えたほか、打席にも立って二塁打を放っている。
1976年には先発を外れ、抑えに起用されるが良い結果を残せず、1977年に関本四十四との交換トレードでクラウンライターライオンズへ移籍。1年目は先発陣の一角としてチーム最多の12勝を記録し、抑えでも5セーブを挙げた。
1978年は開幕投手を務めた4月1日の近鉄戦（平和台）で打ちまくられてKOを喫し、そのショックから立ち直れないままシーズンを過ごした。春先からまだ本調子でない時に東尾修の代わりにエース格で使われ、ここで滅多打ちされた。ようやく調子が出始めたところに、たまたま阪急戦で打ち込まれると、途端に二軍落ち。首脳陣との意思の微妙な食い違いもあり、6勝と不本意な成績に終わってしまったが、3完封を含みながら半減したとはいえ、東尾に次ぐ勝ち星をマーク。
1979年は根本陸夫監督からは「リリーフだと持ち味を殺してしまうので、先発で使いたい」と期待され、フロリダキャンプではパイレーツのリリーフエースであるケント・テカルヴにシンカーの投げ方を個人的にレッスンしてもらった。ベテランの経験を買われ開幕から一軍入りして先発、救援の両方で起用された。0勝3敗の成績で迎えた8月16日の阪急戦（平和台）で、8回途中まで投げ1失点に抑え、ようやく初勝利を挙げた。そのまま波に乗ることはできず、同23日の近鉄戦（日生）で先発もいきなり4失点し初回でKOされ、9月2日の阪急戦（富山）に先発した際も福本豊に先頭打者本塁打を打たれるとその後も一死も取れないまま自責点4で降板。先発で2試合続けて炎上し、その直後の同5日の南海戦（西武）では、1点リードの8回途中から救援しリードを守り切り初セーブを挙げた。
1980年は4月8日の南海戦（西武）の2番手としてシーズン初登板するとその後も救援としての登板が続き、5月12日の近鉄戦（日生）では5点ビハインドの状況で3番手として登板し3回1/3を自責点0に抑える好投を見せた。チームも7回表に一挙6点を挙げ逆転に成功し、山下にシーズン初勝利が転がり込んだ。同18日の南海戦（西武）、8月21日の近鉄戦（日生）をいずれも救援登板で2勝目、3勝目と積み重ねプロ通算100勝まであと1勝と王手をかけた。9月6日の日本ハム戦（西武）でシーズン初先発を任されたが、3回4失点の敗戦投手で記録達成はお預けとなり、10月10日の阪急戦（西宮）では先発で6回を自責点0の2失点に抑え、史上78人目の通算100勝を達成。サイドスローからの揺さぶり投法は見事で、飄々とした表情で打者を打ち取る姿が好きだというファンも多かった。
1982年のキャンプイン前に片平晋作・黒田正宏との交換トレードで山村善則と共に南海ホークスへ移籍。家族を東京に残し、単身で大阪のホテル住まいであった。7月9日の西武戦（西武）では山内新一を2番手でリリーフし、古巣から移籍後初勝利を挙げるが、これが現役最後の勝利となった。7月13日の近鉄戦（日生）では1回1/3を5失点で敗戦したが、史上47人目の500試合登板を達成。同年引退。
引退後は取材した記者に対し「急には他の仕事は出来ない。出来れば野球関係の仕事がしたいんだが…」と語ったが、テレビ埼玉「ライオンズアワー・ヒットナイター」解説者（1983年 - 1984年）を務めた。

## 選手としての特徴
キャリアを通じてサイドスローからの伸びの良い直球、カーブや「山ボール」と称したシンカーを持ち球としていたが、最大の特徴はリリースの際の上体の傾きを変化させる事で、スリークォーターとアンダースローの3種の投法を自在に投げ分けた事である。歴史上ではMLBではサチェル・ペイジやフアン・マリシャル、NPBでは長谷川良平や小川健太郎らがこのような変則的なリリースを行う事で知られていたが、自在な投げ分けを投球術として常用していた選手は70年代当時は長谷川やマリシャル程度しか知られておらず、「揺さぶり投法」なる異名まで取った山下のスタイルは特筆に値するものであった。なお、山下以降ではデビッド・コーン、トレイ・ムーア、三上朋也らがこのような投球術を用いた記録が残る。
1970年の秋山登の引退後は背番号17を受け継ぎ、大洋ファンの間では秋山と同じ横手投げ型のアンダースロー投手として認知されていた。対巨人戦の通算成績は20勝20敗であり、1960年代末から1970年代中盤に掛け、弱体化していく大洋の中で平松政次（通算51勝47敗）や坂井勝二（1970年加入。通算14勝10敗）らと共に「巨人キラー」の一角を担った事績でも名を残している。

## 詳細情報

### 年度別投手成績
| 年 度      | 球 団         | 登 板 | 先 発 | 完 投 | 完 封 | 無 四 球 | 勝 利 | 敗 戦 | セ 丨 ブ | ホ 丨 ル ド | 勝 率 | 打 者 | 投 球 回 | 被 安 打 | 被 本 塁 打 | 与 四 球 | 敬 遠 | 与 死 球 | 奪 三 振 | 暴 投 | ボ 丨 ク | 失 点 | 自 責 点 | 防 御 率 | W H I P |
| ---------- | ------------- | ----- | ----- | ----- | ----- | -------- | ----- | ----- | -------- | ----------- | ----- | ----- | -------- | -------- | ----------- | -------- | ----- | -------- | -------- | ----- | -------- | ----- | -------- | -------- | ------- |
| 1967       | 大洋          | 19    | 5     | 0     | 0     | 0        | 0     | 1     | --       | --          | .000  | 181   | 44.0     | 43       | 3           | 12       | 1     | 1        | 24       | 0     | 0        | 22    | 18       | 3.68     | 1.25    |
| 1968       | 大洋          | 30    | 4     | 0     | 0     | 0        | 3     | 2     | --       | --          | .600  | 303   | 72.2     | 80       | 9           | 14       | 3     | 4        | 43       | 1     | 0        | 30    | 27       | 3.33     | 1.29    |
| 1969       | 大洋          | 43    | 21    | 7     | 2     | 1        | 15    | 11    | --       | --          | .577  | 813   | 202.1    | 149      | 16          | 64       | 3     | 9        | 149      | 0     | 0        | 64    | 57       | 2.54     | 1.05    |
| 1970       | 大洋          | 37    | 23    | 4     | 0     | 1        | 13    | 9     | --       | --          | .591  | 698   | 168.0    | 156      | 19          | 43       | 2     | 4        | 104      | 2     | 0        | 60    | 54       | 2.89     | 1.18    |
| 1971       | 大洋          | 27    | 19    | 3     | 0     | 1        | 7     | 9     | --       | --          | .438  | 516   | 124.1    | 121      | 8           | 33       | 4     | 5        | 59       | 2     | 0        | 40    | 33       | 2.40     | 1.24    |
| 1972       | 大洋          | 36    | 15    | 3     | 0     | 0        | 8     | 7     | --       | --          | .533  | 556   | 129.1    | 137      | 11          | 39       | 7     | 5        | 60       | 0     | 0        | 57    | 53       | 3.70     | 1.36    |
| 1973       | 大洋          | 42    | 23    | 8     | 2     | 2        | 13    | 10    | --       | --          | .565  | 782   | 192.1    | 184      | 20          | 56       | 10    | 7        | 91       | 0     | 0        | 80    | 72       | 3.38     | 1.25    |
| 1974       | 大洋          | 44    | 26    | 5     | 1     | 0        | 9     | 14    | 5        | --          | .391  | 831   | 196.1    | 197      | 26          | 67       | 4     | 7        | 97       | 0     | 0        | 96    | 89       | 4.09     | 1.34    |
| 1975       | 大洋          | 32    | 19    | 1     | 1     | 0        | 7     | 8     | 1        | --          | .467  | 595   | 138.0    | 154      | 14          | 52       | 5     | 4        | 66       | 0     | 0        | 67    | 66       | 4.30     | 1.49    |
| 1976       | 大洋          | 34    | 1     | 0     | 0     | 0        | 2     | 5     | 3        | --          | .286  | 256   | 58.0     | 70       | 9           | 21       | 2     | 1        | 31       | 0     | 0        | 37    | 37       | 5.74     | 1.57    |
| 1977       | クラウン 西武 | 36    | 18    | 3     | 0     | 0        | 12    | 5     | 5        | --          | .706  | 635   | 156.0    | 151      | 13          | 33       | 2     | 5        | 69       | 2     | 0        | 66    | 60       | 3.46     | 1.18    |
| 1978       | クラウン 西武 | 36    | 16    | 6     | 3     | 1        | 6     | 10    | 1        | --          | .375  | 626   | 146.1    | 153      | 9           | 39       | 8     | 5        | 53       | 3     | 0        | 78    | 64       | 3.95     | 1.31    |
| 1979       | クラウン 西武 | 31    | 9     | 0     | 0     | 0        | 1     | 5     | 1        | --          | .167  | 419   | 98.0     | 110      | 15          | 22       | 3     | 1        | 44       | 1     | 0        | 57    | 52       | 4.78     | 1.35    |
| 1980       | クラウン 西武 | 22    | 2     | 0     | 0     | 0        | 4     | 2     | 0        | --          | .667  | 229   | 52.1     | 66       | 9           | 9        | 0     | 0        | 24       | 0     | 0        | 34    | 29       | 5.02     | 1.43    |
| 1981       | クラウン 西武 | 19    | 0     | 0     | 0     | 0        | 2     | 1     | 0        | --          | .667  | 132   | 32.2     | 38       | 3           | 5        | 0     | 0        | 14       | 0     | 0        | 13    | 13       | 3.55     | 1.32    |
| 1982       | 南海          | 17    | 1     | 0     | 0     | 0        | 1     | 2     | 0        | --          | .333  | 138   | 31.0     | 44       | 2           | 5        | 0     | 1        | 13       | 0     | 0        | 23    | 22       | 6.39     | 1.58    |
| 通算：16年 | 通算：16年    | 505   | 202   | 40    | 9     | 6        | 103   | 101   | 16       | --          | .505  | 7710  | 1841.2   | 1853     | 186         | 514      | 54    | 59       | 941      | 11    | 0        | 824   | 746      | 3.64     | 1.29    |

- クラウン（クラウンライターライオンズ）は、1979年に西武（西武ライオンズ）に球団名を変更

### 記録
初記録
- 初登板：1967年4月27日、対読売ジャイアンツ3回戦（川崎球場）、7回表に2番手で救援登板、1回2失点
- 初奪三振：同上、7回表に黒江透修から
- 初先発：1967年6月13日、対広島カープ7回戦（広島市民球場）、5回0/3を2失点
- 初勝利・初先発勝利：1968年6月1日、対広島東洋カープ7回戦（広島市民球場）、5回無失点
- 初完封勝利：1969年5月19日、対読売ジャイアンツ8回戦（後楽園球場）
- 初セーブ：1974年6月6日、対読売ジャイアンツ8回戦（後楽園球場）、7回裏に2番手で救援登板・完了、3回無失点

節目の記録
- 100勝：1980年10月10日、対阪急ブレーブス後期13回戦（阪急西宮球場）、先発登板で6回2失点（自責点0） ※史上78人目
- 500試合登板：1982年7月13日、対近鉄バファローズ後期1回戦（日生球場）、1回1/3を5失点で敗戦投手 ※史上47人目

### 背番号
- 12（1967年 - 1969年）
- 17（1970年 - 1982年）